# Hamm (münsterisches Patriziergeschlecht)

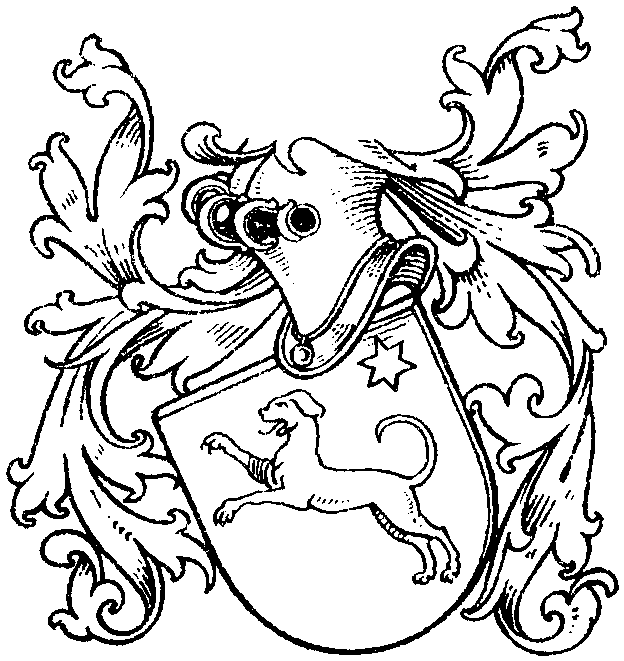
Wappen derer von Hamm im Wappenbuch des Westfälischen Adels

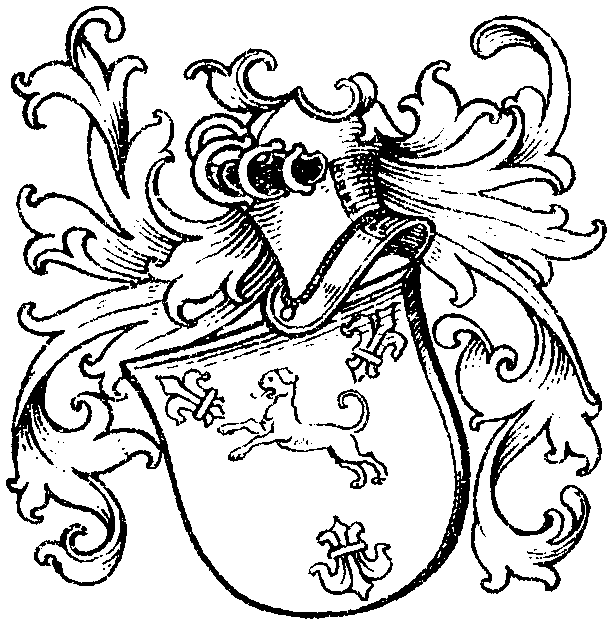
Wappenvariante derer von Hamm im Wappenbuch des Westfälischen Adels

Hamm  (auch Holthusen genannt) ist der Name eines erloschenen münsterisches Patrizier- und Adelsgeschlechts.
Die Familie ist zu unterscheiden von dem bergisch-märkischen Adelsgeschlecht Hamm, dem vestisch-märkisches Adelsgeschlecht Hamm, dem münsterischen Briefadelsgeschlecht Hamm und dem kölnischen Patriziergeschlecht Hamm.

## Geschichte
Das Geschlecht stammt aus Münster. Sein Haus lag an der Königstraße, dort wo später, 1784 bis 1788, nach den Plänen des Baumeisters Clemens August von Vagedes der Druffel’schen Hof errichtet wurde, in dem sich heute das Kunstmuseum Pablo Picasso Münster befindet.
Max von Spießen berichtet, dass die Familie 1428 mit dem Tod von Elsken von Hamm, Ehefrau des Dietrich von Huge genannt Kneyling, erloschen sein soll. Leopold von Ledebur dagegen schreibt, dass der Familie noch im 19. Jahrhundert Haus Groß-Schonebeck gehörte. Auch Nienburg im Kirchspiel St. Mauritz gehörte damals noch der Familie. Ernst Heinrich Kneschke zählt den 1836er Oberförster von Hamm zu Tornau im Regierungsbezirk Merseburg, den königlich-preußischen Hauptmann von Hamm in der 4. Artilleriebrigade zu Torgau und den Justizkommissar von Hamm zu Horstmar im Regierungsbezirk Münster zum Geschlecht.

## Wappen
Blasonierung: Ein springender Hund, zuweilen von drei Lilien, die in die Winkel geneigt sind, begleitet. Zuweilen steht auch statt der Lilien ein Stern und zwar im Schildhaupt oben links. Helmzier und Tingierung sind nicht überliefert.